# Chen Ke (Tischtennisspielerin)
Chen Ke (chinesisch 陳可, Pinyin Chén Kě; * 26. März 1997 in Hebei) ist eine chinesische Tischtennisspielerin.

## Werdegang
Ab 2011 trat Chen Ke bei verschiedenen Jugendturnieren an und holte bei Jugend-Asien- und Weltmeisterschaften mehrere Medaillen im Einzel, Doppel, Mixed und mit dem Team. Besonders erfolgreich war sie im Doppel mit Wang Manyu, mit der sie Weltmeisterin und zweifache Asienmeisterin wurde. 2014 konnten sie mit den Korea Open auch ein Turnier im Erwachsenenbereich gewinnen, in dem Chen Ke ab 2017 verstärkt eingesetzt wurde. So kam sie in der Chinese Superleague auf Bilanzen von 10:9 (Einzel) bzw. 9:7 (Doppel), gewann im Doppel mit Wang Manyu Silber bei der Asienmeisterschaft und im U-21-Wettbewerb der German Open Gold. In der Weltrangliste erreichte sie Ende des Jahres mit Platz 30 eine vorläufige Bestmarke, fiel mit Einführung des neuen Berechnungssystems 2018 wegen geringer Aktivität aber wieder zurück. Auf der World Tour folgten in diesem Jahr weitere Medaillengewinne im U-21-Bereich sowie im Doppel, sodass Chen Ke und Wang Manyu sich zusammen für die Grand Finals qualifizieren konnten, wo sie das Halbfinale erreichten.

## Turnierergebnisse
Nennung von Ergebnissen (Auszug):
| Verband | Veranstaltung             | Jahr | Ort            | Land | Einzel        | Doppel        | Mixed         | Team | U-21       |
| ------- | ------------------------- | ---- | -------------- | ---- | ------------- | ------------- | ------------- | ---- | ---------- |
| CHN     | Asienmeisterschaft        | 2017 | Wuxi           | CHN  |               | Silber        |               |      |            |
| CHN     | Jugend-Asienmeisterschaft | 2015 | Kuala Lumpur   | MAS  | Silber        | Gold          | Silber        | Gold |            |
| CHN     | Jugend-Asienmeisterschaft | 2014 | Mumbai         | IND  | Viertelfinale | Gold          | Viertelfinale |      |            |
| CHN     | Jugend-Asienmeisterschaft | 2013 | Doha           | QAT  | Viertelfinale | letzte 16     |               | Gold |            |
| CHN     | Jugend-Asienmeisterschaft | 2012 |                | CHN  | Halbfinale    |               |               | Gold |            |
| CHN     | Jugend-Weltmeisterschaft  | 2015 | Vendee         | FRA  | Halbfinale    | Gold          | Gold          |      |            |
| CHN     | Jugend-Weltmeisterschaft  | 2014 | Shanghai       | CHN  | Halbfinale    | Viertelfinale | letzte 32     | Gold |            |
| CHN     | World Tour                | 2019 | Hongkong       | HKG  |               | Gold          |               |      |            |
| CHN     | World Tour                | 2018 | Stockholm      | SWE  | Qual.         | Halbfinale    |               |      |            |
| CHN     | World Tour                | 2018 | Olmütz         | CZE  | letzte 32     | Viertelfinale |               |      | Silber     |
| CHN     | World Tour                | 2018 | Panagjurischte | BUL  |               | Viertelfinale |               |      | Halbfinale |
| CHN     | World Tour                | 2018 | Hongkong       | HKG  | letzte 16     | Silber        |               |      | Silber     |
| CHN     | World Tour                | 2018 | Doha           | QAT  | letzte 32     | Gold          |               |      | Silber     |
| CHN     | World Tour                | 2018 | Budapest       | HUN  |               | Silber        |               |      | Gold       |
| CHN     | World Tour                | 2017 | Stockholm      | SWE  | letzte 16     |               |               |      | Halbfinale |
| CHN     | World Tour                | 2017 | Magdeburg      | GER  | Viertelfinale |               |               |      | Gold       |
| CHN     | World Tour                | 2014 | Incheon        | KOR  | Viertelfinale | Gold          |               |      |            |
| CHN     | World Tour Grand Finals   | 2018 | Incheon        | KOR  |               | Halbfinale    |               |      |            |